# Everbeek-Boven
Everbeek-Boven is een dorp in Everbeek, deelgemeente van Brakel in de Belgische provincie Oost-Vlaanderen. Everbeek-Boven ligt in het noordwestelijk deel van deelgemeente Everbeek; in het zuidoosten ligt Everbeek-Beneden. Beide kernen liggen zo'n 2,5 kilometer van elkaar.
Everbeek-Boven ligt in de Vlaamse Ardennen, nabij de grens met Wallonië.

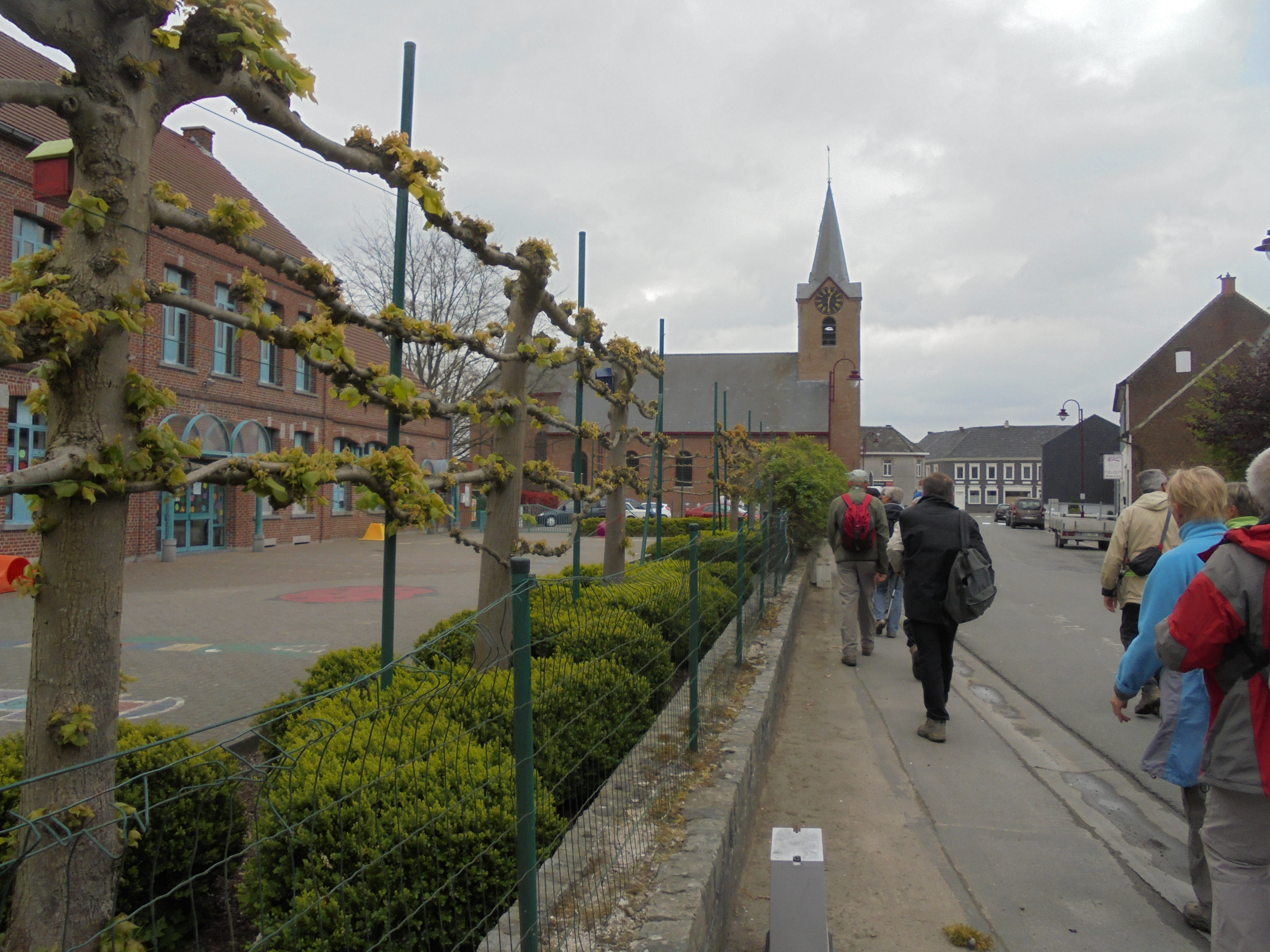
Everbeek-Boven met Sint-Jozefskerk

## Geschiedenis
Tijdens het ancien régime behoorde de plaats tot de kasselrij Ath in het Graafschap Henegouwen. De Ferrariskaart uit de jaren 1770 toont hier geen centrale dorpskern, maar een aantal omvangrijke aan elkaar vergroeide gehuchten Maendag, Mutteryendries, Pevenage en Buystenberge.
Toen op het eind van het ancien régime, tijdens de Franse bezetting op het eind van de 18de eeuw, de gemeenten werden gecreëerd, werden deze plaats ondergebracht in de gemeente Everbeek in het Departement Jemmapes, de latere provincie Henegouwen.
De Atlas der Buurtwegen uit 1841 en de Vandermaelenkaart uit het midden van de 19de eeuw tonen hier nog steeds de verschillende vergroeide gehuchten, en vermelden ook de gehuchtnaam Boven Quartier.
In de jaren 1860-1870 werd in het Bovenkwartier een kerk opgetrokken, die tot parochiekerk werd verheven.
In de jaren 1960 werd de taalgrens vastgelegd. De gemeente Everbeek, met daarin het Bovenkwartier, werd daarbij overgeheveld van de Franstalige provincie Henegouwen naar de Nederlandstalige provincie Oost-Vlaanderen.

## Bezienswaardigheden
- De Sint-Jozefskerk werd gebouwd in het derde kwart van de 19e eeuw.

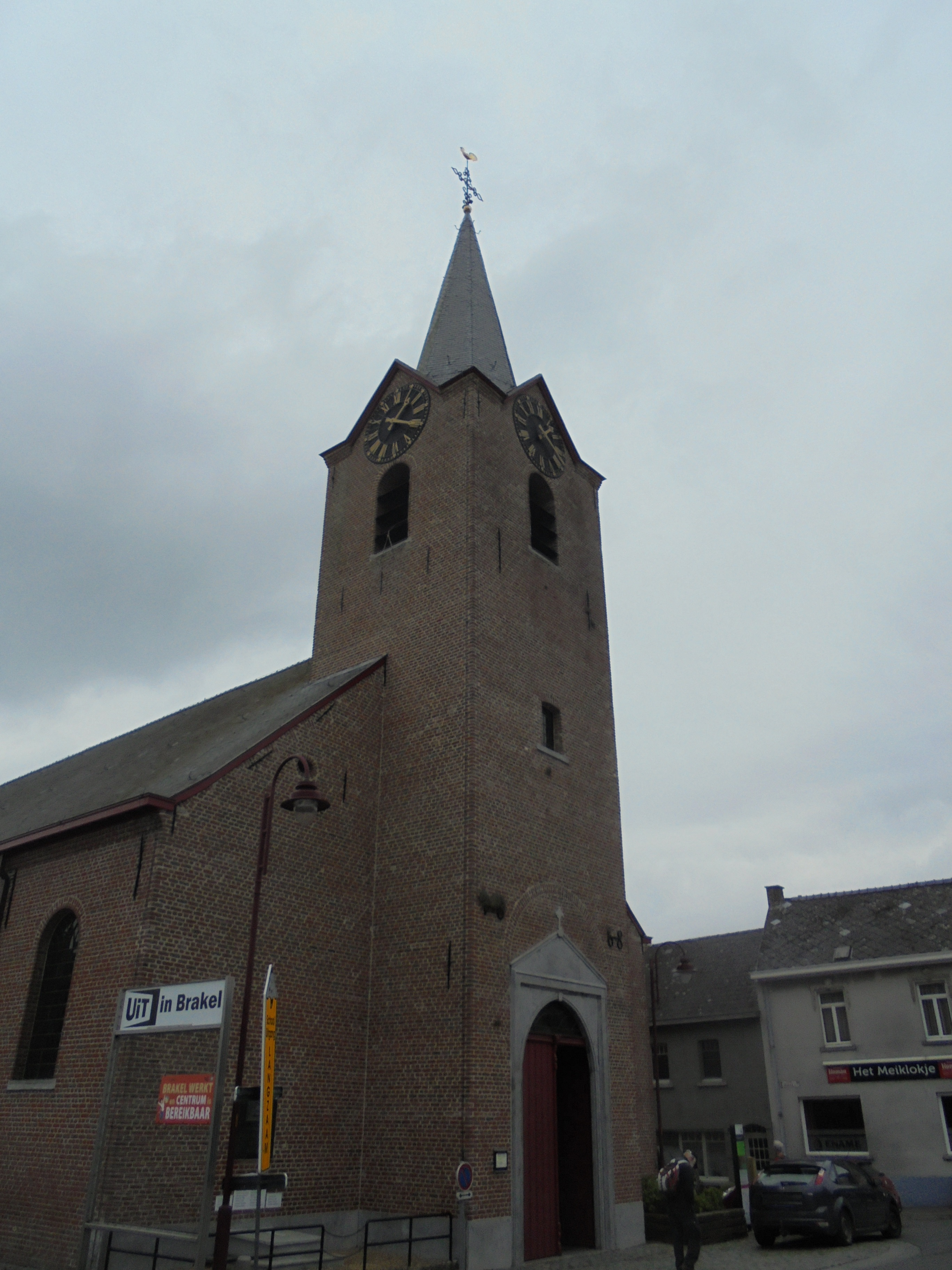
Sint-Jozefskerk

## Natuur en landschap

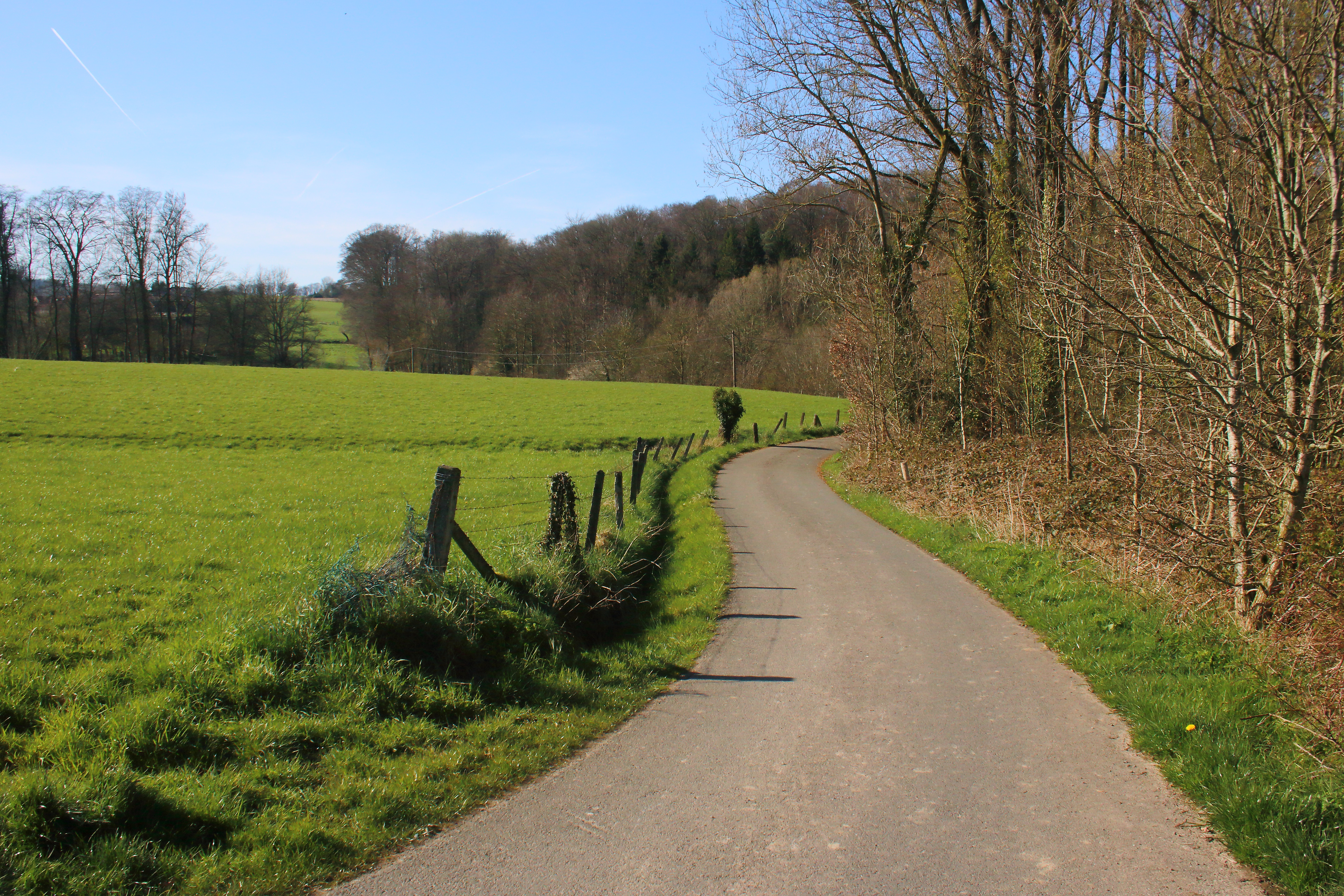
De Everbeekse bossen

Everbeek-Boven ligt in de Vlaamse Ardennen op een hoogte van 99 meter. De hoogte in de omgeving loopt op tot 116 meter. In de nabijheid liggen de Everbeekse bossen zoals het Hayesbos en het Trimpontbos. Hier ontspringen ook de Verrebeek respectievelijk de Kleppebeek met hun bijzondere flora en fauna.

De Everbeekse bossen zijn een erkend natuurreservaat dat beheerd wordt door Natuurpunt. Het zijn vier afzonderlijke bossen: het Trimpontbos, het Steenbergbos, het Parikebos en het Hayesbos. Via het Hayesbos sluiten de Everbeekse bossen aan op het Waalse Livierenbos in Vloesberg. In 1999 werden de Everbeekse bossen opgenomen in een LIFE+-project van de Europese Unie. Het Hayesbos en de Verrebeekvallei zijn als landschap beschermd.

## Nabijgelegen kernen
Everbeek-Beneden, Vloesberg, d'Hoppe, Nederbrakel, Parike

Deelgemeenten: Elst · Everbeek · Michelbeke · Nederbrakel · Opbrakel · Parike · Zegelsem

Overige dorpen, gehuchten en wijken: Boekkouter · Everbeek-Beneden · Everbeek-Boven · Hutte · Rovorst · Sint-Maria-Oudenhove (deels) · Verrebeek 

Belgische gemeenten · Arrondissement Oudenaarde · Oost-Vlaanderen · Vlaanderen